# اتون، بارکشر
longitudeاتون، بارکشرlatitudeاتون، بارکشر
اتون، برکشر (به انگلیسی: Eton, Berkshire) یک شهرک در بریتانیا است که در Royal Borough of Windsor and Maidenhead واقع شده‌است.

## خصوصیات
اتون ۴٬۹۸۰ نفر جمعیت دارد.